# Dimarella praedator
Dimarella praedator – gatunek sieciarki z rodziny mrówkolwowatych i podrodziny Myrmeleontinae.

## Taksonomia
Gatunek opisany został w 1853 roku przez Francisa Walkera jako Myrmeleon praedator. W rodzaju Dimarella umieszczony przez Lionela Stange w 1970 roku.

## Opis

### Owad dorosły
Dołki czułkowe oddzielone od krawędzi ocznej bardziej niż największa szerokość nóżki czułka. Środkowe odnóża krótsze od przednich, które krótsze są od tylnych. Śródtarczka z białymi szczecinkami. Żyłka subkostalna i radialna silnie zbliżone na odległość znacznie mniejszą niż średnica żyłki subkostalnej przed ich zlaniem na polu stigmalnym. Tylne skrzydła lancetowate. Na wszystkich goleniach obecna ostroga. Pierwszy człon stóp tylnych odnóży krótszy niż ostatni. Biodra przednich odnóży około pięciokrotnie dłuższe niż szerokie. Odwłok zwykle w większości ciemnobrązowy z jasnymi znakami. Samczy ektoprokt o płacie zabrzusznym krótszym niż połowa długości ósmego segmentu odwłoka i co najmniej czterokrotnie dłuższym niż jego średnica pośrodku oraz znacznie dłuższym niż najdłuższa szczecinka na jego nabrzmiałym wierzchołku.

### Larwa
Głaszczki wargowe larw o członie dystalnym jasnobrązowym, opatrznym nieco powiększonym otworem czuciowym. Na przedpleczu obecnych około 10 kołeczkowatych szczecinek, ustawionych w rząd ciągnący się od jego przedniej krawędzi do przedniego brzegu tylnej ciemnej plamki. Szczecinki w pobliżu środka górnej części puszki głowowej niewyraźnie poszerzone od nasady i mniej niż cztery razy dłuższe od największej szerokości. W pobliżu środka brzusznej części puszki głowowej obecne ciemnobrązowe plamki okołośrodkowe. Biodra przedniej pary odnóży jasnobrązowe, a ich na ich nasadzie widoczne ciemnobrązowe pólko. Obszar między przednimi biodrami jasnobrązowy. Boczne przetchlinki odwłoka słabo widoczne.

## Biologia
Larwy spotykane są na otwartych, piaszczystych drogach. Współwystępują z Dimarella blohmi, a znacznie rzadziej, na obszarach chronionych, z D. guarica.

## Rozprzestrzenienie
Gatunek neotropikalny, wykazany z Paragwaju, Peru, Surinamu, Wenezueli i Gujany.